# Monastero di Santa Maria di Gualdo Mazzocca
Il monastero di Santa Maria di Gualdo Mazzocca era un convento benedettino situato nel territorio comunale di Foiano di Val Fortore, nell'odierna provincia di Benevento.
Fondato nel 1156 dall'eremita Giovanni da Tufara (il quale ne fu il primo priore), grazie a numerose donazioni e acquisizioni il monastero acquistò rapidamente rilevanza, tanto da essere elevato ad abbazia tra il 1294 e il 1298. In tale fase Santa Maria di Gualdo Mazzocca divenne infatti uno dei principali centri monastici dell'Italia meridionale. Il suo lento declino iniziò nel 1362-63 a causa di un'epidemia e di vari dissidi interni, per poi aggravarsi a causa del terremoto del 1456 che provocò gravi danni strutturali. Nel 1506 l'abbazia fu quindi ridotta a una semplice comunità di canonici regolari, fino alla sua totale distruzione causata da un incendio nel 1630. Nel secolo successivo con il materiale ricavato dagli antichi ruderi fu drizzata una cappella, della quale però si conserva soltanto il portale in pietra sormontato da un arco a tutto sesto.